# Go-Uda
Cesarz Go-Uda (jap. 後宇多天皇 Go-Uda tennō; ur. 17 grudnia 1267, zm. 16 lipca 1324) – 91. cesarz Japonii, według tradycyjnego porządku dziedziczenia.
Przed wstąpieniem na tron nosił imię książę Yohito (jap. 世仁親王 Yohito-shinnō).
Go-Uda panował w latach 1274–1287.

## Genealogia
Cesarz Go-Uda był drugim synem cesarza Kameyamy
Był ojcem dwóch cesarzy:
- Książę Cesarstwa Kuniharu (jap. 邦治親王 Kuniharu Shinnō) (cesarz Go-Nijō), matka Horikawa (Minamoto) Motoko (jap. 堀河（源）基子)
- Książę Cesarstwa Takaharu (jap. 尊治親王 Takaharu Shinnō) (cesarz Go-Daigo)

Mauzoleum cesarza Go-Uda znajduje się w Ukyō-ku w Kioto. Nazywa się ono Rengebu-ji no misasagi.